# Жириновский (нейросеть)
«Жириновский» — нейросеть, созданная в 2023 году на основе публичных выступлений и интервью российского политика Владимира Вольфовича Жириновского. Была впервые представлена публике 15 июня 2023 года на Петербургском международном экономическом форуме. Лидер ЛДПР Леонид Слуцкий охарактеризовал её как «виртуального Жириновского, кибер-Жириновского, искусственный интеллект „Жириновский“». Нейросеть ответила на вопросы собравшихся и выступила с рядом предсказаний. Соответствующее видео стало рекордным по просмотрам в телеграм-канале ЛДПР.
Координатором проекта «КиберЖириновский» стал депутат Госдумы от ЛДПР Владимир Кошелев. В течение нескольких месяцев команда лаборатории «Наносемантика» трудилась над созданием уникального алгоритма. Для воплощения «КиберЖириновского» оцифровали научные труды, интервью, выступления и участия в дебатах Владимира Вольфовича. Обучили нейросеть мыслить, анализировать, разговаривать и даже имитировать мимику основателя ЛДПР. Нейросеть "КиберЖириновский", это некий знак памяти об известном политике.
13 июля 2023 года стало известно, что нейросеть могут принять в ЛДПР, чтобы почтить таким образом память основателя партии. Формально это станет нарушением устава, разрешающего принимать в ЛДПР только людей.

## Запрет нейросетям участвовать в выборах
Нейросети Жириновский запретили стать кандидатом на президентских выборах в России в 2024 году, так как нейросеть не является гражданином.

## Отказ в закреплении в ФЗ смягчения агитации на выборах с помощью нейросетей
Законопроект, предложенный ЛДПР, касательно смягчения законодательства в области предвыборной агитации и указания использования нейросетей в агитации, был отклонен Государственной Думой. По мнению партии ЛДПР, это бы уменьшило часть средств, которые тратятся на предвыборную агитацию.